# 植松雅孝
植松 雅孝（うえまつ まさたか）は、江戸時代中期の公卿。植松家2代当主。官位は宮内卿、左近衛中将、正三位。
主に東山天皇（113代）・中御門天皇（114代）の二代にわたり仕えた。

## 経歴
貞享4年（1687年）、植松雅永の子として生まれた。母は家女房。初名は雅康。
元禄4年（1691年）に叙爵。元禄13年（1700年）に元服。以降、右近衛少将や左近衛中将を経て、享保4年（1719年）に従三位となり公卿に列する。
享保11年（1726年）に雅孝と改名した。享保13年（1728年）宮内卿となり、御所の庶務を司った。その後、病に罹り、享保15年（1730年）に宮内卿を辞職した。
享保15年（1730年）9月24日、死去。44歳。

## 系譜
- 父：植松雅永
- 母：家女房
- 妻：不詳
- 養子
  - 男子：植松賞雅 - 岩倉乗具の三男
- 家女房
  - 男子：植松幸雅